# Xerospermophilus perotensis
Xerospermophilus perotensis — вид гризунів родини Sciuridae. Він є ендеміком Мексики та наразі перебуває під загрозою зникнення. Тварини живуть у тій самій місцевості, що й Otospermophilus variegatus, але використовують різні мікросередовища існування. В одному випадку вони також ділять своє середовище існування з Ictidomys mexicanus.

## Середовище
Зустрічається на висотах від 2200 до 2700 метрів. Тварини живуть лише на лужних луках, посушливих чагарниках та горбистих, кам'янистих місцевостях, де вони риють свої нори.
Цьому виду загрожує значна фрагментація середовища існування та вирубка лісів у межах його обмеженого ареалу через видобуток деревини та вирубку лісів для сільського господарства. У той час як колись вивірка займала площу приблизно 5250 квадратних кілометрів, зараз вона займає лише 2457 квадратних кілометрів. Східний басейн майже повністю оточений поясом гірських хребтів помірного клімату, що запобігає поширенню вивірки на нові місця проживання.

## Спосіб життя
Ховрахи перотес утворюють сімейні групи в межах окремих систем нір. У деяких випадках самці залишають нору, щоб знайти самиць у розсіяних районах. Це викликає агресію між дорослими особинами та однорічними самцями, що зрештою призводить до подальшої міграції самців.
X. perotenses — універсальний вид у своєму раціоні. Він здебільшого зустрічається на сільськогосподарських угіддях та відкритих ділянках з низькою рослинністю. У більшості досліджень дослідники використовують пастки для приманки вівсом, щоб зловити особин.

## Характеристики
X. perotenses досягає довжини голови й тулуба приблизно від 24,3 до 26,1 сантиметра, а його хвіст має довжину приблизно від 57 до 78 міліметрів, що робить його значно коротшим за решту тіла. Тварини мають сірувато-плямисте жовто-коричневе забарвлення спини з візерунком з тонких, перерваних чорних смуг. Після линяння у них також з'являються світлі, піщані плями або крапки на хутрі. Білі повіки виділяються. Лапи та низ, а також черево, мають блідо-піщаний колір. Верх хвоста відповідає забарвленню спини та стає чорним ближче до кінця хвоста; низ має колір від охри до піщаного з чітко помітною чорною лінією біля кінчика хвоста.